# Lista de bandeiras guineenses
A seguir esta é uma lista de bandeiras da Guiné.

## Bandeira nacional
| Bandeira | Data          | Uso                          | Descrição                                          |
| -------- | ------------- | ---------------------------- | -------------------------------------------------- |
|          | 1958-presente | Bandeira da Guiné            | Um tricolor vertical de vermelho, amarelo e verde. |
|          | 1958-presente | Bandeira da Guiné (vertical) |                                                    |

## Bandeiras presidenciais
| Bandeira | Data          | Uso                             | Descrição                                                                                    |
| -------- | ------------- | ------------------------------- | -------------------------------------------------------------------------------------------- |
|          | 1993-Presente | Bandeira do Presidente da Guiné | Uma bandeira tricolor vertical de vermelho, amarelo e verde com o brasão nacional no centro. |
|          | 1984-1993     | Bandeira do Presidente da Guiné | Uma bandeira tricolor vertical de vermelho, amarelo e verde com o brasão nacional no centro. |
|          | 1958-1984     | Bandeira do Presidente da Guiné | Uma bandeira tricolor vertical de vermelho, amarelo e verde com o brasão nacional no centro. |

## Bandeira da capital
| Bandeira | Data          | Uso                 | Descrição                                                  |
| -------- | ------------- | ------------------- | ---------------------------------------------------------- |
|          | 1958-presente | Bandeira de Conacri | um campo branco com o brasão e o nome da cidade no centro. |

## Bandeiras históricas

### Império do Mali
| Bandeira | Data   | Uso                                    | Descrição |
| -------- | ------ | -------------------------------------- | --- |
|          | c.1324 | Bandeira Imperial de Musa I (possível) | Uma reconstrução da bandeira usada por Musa I no hajj, uma possível bandeira histórica do Império do Mali, consistindo de um retângulo amarelo centralizado em um campo vermelho. |

### Imamato de Futa Jalom
| Bandeira | Data      | Uso                               | Descrição                                          |
| -------- | --------- | --------------------------------- | -------------------------------------------------- |
|          | 1725-1896 | Bandeira do Imamato de Futa Jalom | Uma galhardete branca com uma escrita árabe verde. |

### Império de Uassulu
| Bandeira | Data      | Uso                            | Descrição |
| -------- | --------- | ------------------------------ | --- |
|          | 1878–1898 | Bandeira do Império de Uassulu | Uma bandeira tricolor horizontal de azul, ciano e branco com um triângulo vermelho na lateral da talha e uma estrela de 7 pontas dentro do triângulo com um pequeno diamante vermelho dentro da estrela. |

### Domínio francês
| Bandeira            | Data      | Uso | Descrição                                                                                      |
| ------------------- | --------- | --- | ---------------------------------------------------------------------------------------------- |
|                     | 1890–1958 | Bandeira da Terceira República Francesa, do Governo Provisório da República Francesa e da Quarta República Francesa | Um tricolor vertical de azul, branco e vermelho (proporções 3:2).                              |
|                     | 1940–1942 | Bandeira da França de Vichy                                                                                         | Uma bandeira tricolor vertical de azul, branco e vermelho com o machado e 7 estrelas douradas. |
|                     | 1942–1944 | Bandeira da França Livre                                                                                            | Uma bandeira tricolor vertical de azul, branco e vermelho com a Cruz de Lorena.                |
| Bandeiras coloniais |           | |                                                                                                |
|                     | 1896-1912 | Bandeira do Protetorado Francês de Futa Jalom                                                                       | Uma flâmula branca com a bandeira tricolor francesa no cantão e uma escrita árabe verde.       |